# Болтон (Коннектикут)
Болтон (англ. Bolton) — місто (англ. town) в США, в окрузі Толленд штату Коннектикут. Населення — 4858 осіб (2020).

### Клімат
| Клімат : Болтон                                            | Клімат : Болтон | Клімат : Болтон | Клімат : Болтон | Клімат : Болтон | Клімат : Болтон | Клімат : Болтон | Клімат : Болтон | Клімат : Болтон | Клімат : Болтон | Клімат : Болтон | Клімат : Болтон | Клімат : Болтон | Клімат : Болтон |
| Показник                                                   | Січ.            | Лют.            | Бер.            | Квіт.           | Трав.           | Черв.           | Лип.            | Серп.           | Вер.            | Жовт.           | Лист.           | Груд.           | Рік             |
| Абсолютний максимум, °C                                    | 17,8            | 20,6            | 28,3            | 33,9            | 33,3            | 35,6            | 36,1            | 35,6            | 35,6            | 30,0            | 25,6            | 21,7            | 36,1            |
| Середній максимум, °C                                      | 1,7             | 3,3             | 8,3             | 14,4            | 20,6            | 24,4            | 27,2            | 26,7            | 22,2            | 16,7            | 10,6            | 4,4             | 15,1            |
| Середній мінімум, °C                                       | −10,6           | −9,4            | −4,4            | 0,6             | 6,1             | 11,1            | 13,9            | 13,3            | 7,8             | 1,7             | −1,7            | −6,7            | 1,9             |
| Абсолютний мінімум, °C                                     | −35,6           | −32,8           | −31,1           | −15,6           | −6,7            | −2,8            | 1,1             | −2,2            | −7,2            | −10,6           | −20,6           | −28,3           | −35,6           |
| Норма опадів, мм                                           | 111             | 79              | 110             | 115             | 101             | 108             | 104             | 103             | 115             | 116             | 118             | 102             | 1282            |
| ---------------------------------------------------------- | --------------- | --------------- | --------------- | --------------- | --------------- | --------------- | --------------- | --------------- | --------------- | --------------- | --------------- | --------------- | --------------- |
| Джерело: The Weather Channel (Historical Monthly Averages) |                 |                 |                 |                 |                 |                 |                 |                 |                 |                 |                 |                 |                 |

## Демографія
Згідно з переписом 2010 року, у місті мешкало 4980 осіб у 1915 домогосподарствах у складі 1438 родин. Було 2015 помешкань
Расовий склад населення:
| - 95,7 % — білих - 1,4 % — азіатів - 1,1 % — чорних або афроамериканців - 0,1 % — корінних американців |

До двох чи більше рас належало 1,5 %. Частка іспаномовних становила 3,0 % від усіх жителів.
За віковим діапазоном населення розподілялося таким чином: 22,8 % — особи молодші 18 років, 62,6 % — особи у віці 18—64 років, 14,6 % — особи у віці 65 років та старші. Медіана віку мешканця становила 45,4 року. На 100 осіб жіночої статі у місті припадало 97,6 чоловіків;  на 100 жінок у віці від 18 років та старших — 97,3 чоловіків також старших 18 років.
Середній дохід на одне домашнє господарство  становив 128 415 доларів США (медіана — 101 667), а середній дохід на одну сім'ю — 144 581 долар (медіана — 114 554). Медіана доходів становила 88 824 долари для чоловіків та 66 651 долар для жінок. За межею бідності перебувало 3,6 % осіб, у тому числі 4,5 % дітей у віці до 18 років та 3,0 % осіб у віці 65 років та старших.
Цивільне працевлаштоване населення становило 2804 особи. Основні галузі зайнятості: освіта, охорона здоров'я та соціальна допомога — 29,2 %, науковці, спеціалісти, менеджери — 11,9 %, виробництво — 10,0 %, фінанси, страхування та нерухомість — 8,3 %.